# Eupsychiusz
Eupsychiusz – imię męskie pochodzenia greckiego. Oznacza „tego, który ma dobrą duszę”.
Żeński odpowiednik: Eupsychia
Eupsychiusz imieniny obchodzi: 9 kwietnia i 7 września.
Zobacz teżśw. Eupsychiusz z Cezarei